# Мелеагр
Мелеа́гр (дав.-гр. Μελέαγρος) — син калідонського владаря Ойнея та Алтеї, чоловік Клеопатри, учасник походу аргонавтів і калідонського полювання, герой етолійських міфів. Найбільше прославився тим, що вбив калідонського вепра. Одного разу Ойней, вшановуючи богів щедрим офіруванням, забув принести жертву Артеміді.
Розгнівана богиня наслала на калідонські поля страшного вепра, який усе пустошив. Щоб убити вепра, зібралися славетні герої Греції: Мелеагр, його дядьки Плексіпп та Евіпп, брати Ід та Лінкей, Діоскури, Тесей, Пейрітой, Адмет, Ясон, Пелей, Іфікл, Амфіарай, Теламон і мисливиця Аталанта, в яку закохався Мелеагр. Коли він убив вепра, між мисливцями вибухнула суперечка про те, хто з них має дістати нагороду переможця — голову й шкуру здобичі.

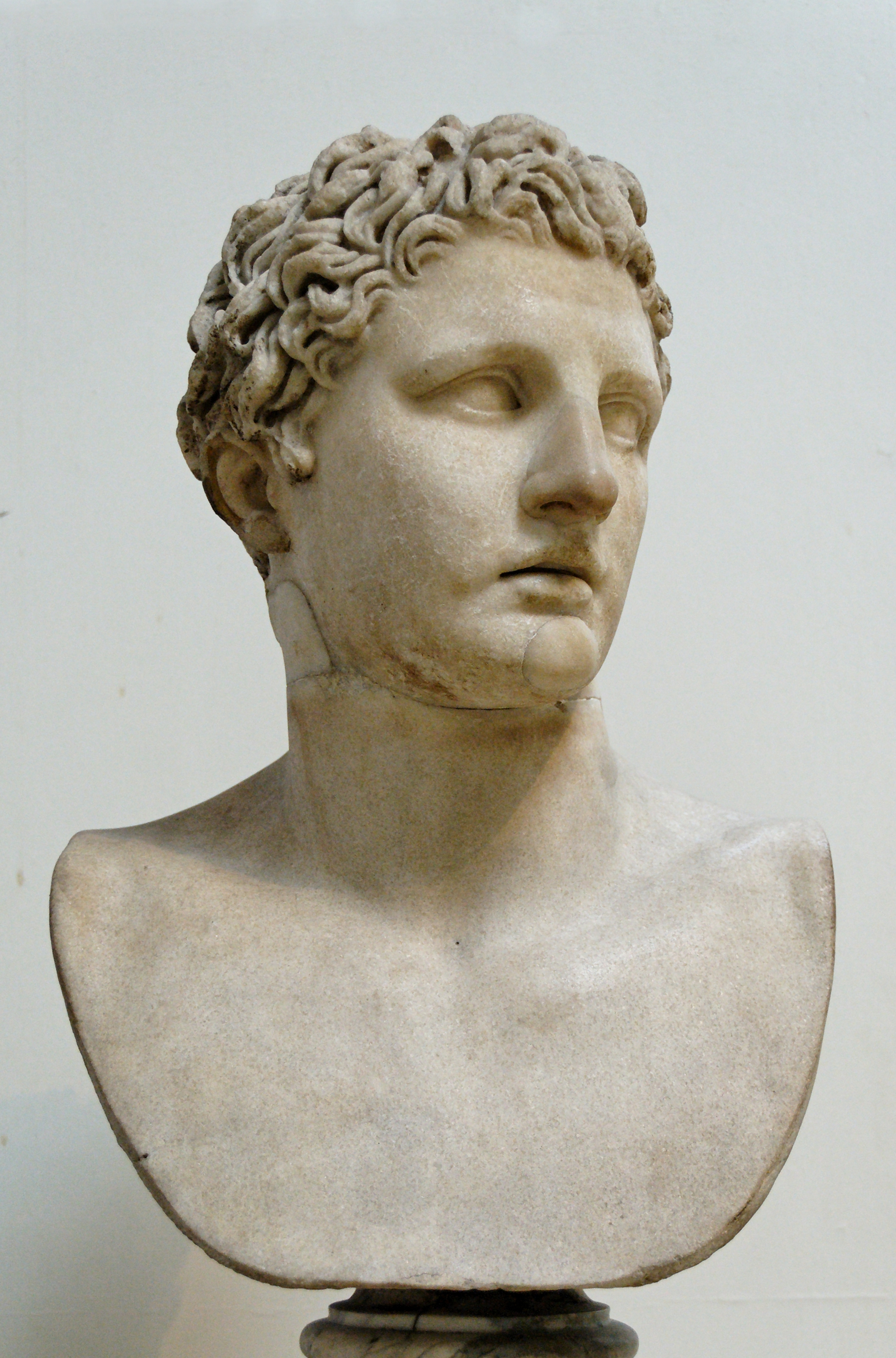
Мелеагр, робота Скопаса, Британський музей

Мелеагр присудив їх Аталанті, оскільки вона перша поранила вепра. У суперечці про нагороду за вбитого звіра Мелеагр убив своїх дядьків Плексіппа та Евіппа, чим викликав гнів матері. За версією, поданою в «Іліаді», через шкуру й голову вепра спалахнула війна між мешканцями етолійського міста Плеврона — куретами і калідонцями. За пізнішою версією міфу, оракул пророкував матері Мелеагра, що її син помре, як тільки догорить поліно, що палало у вогнищі. Алтея погасила поліно й заховала його. Коли Мелеагр повбивав своїх дядьків, розгнівана Алтея кинула у вогонь головешку, від якої залежало синове життя. Мелеагр помер, а Клеопатра й Алтея повісилися. Міф про Мелеагра зародився в епоху материнського права. Ф. Енгельс наводить його у праці «Походження родини, приватної власності і держави» для висвітлення таких суспільних стосунків, коли брат вважався ближчим родичем, ніж син.
Міф опрацьовано в «Іліаді», в трагедіях Софокла й Евріпіда (не збереглися), а також у «Метаморфозах» Овідія. Художники зображували Мелеагра кремезним кучерявим юнаком у мисливському одязі, що спирається на голову вепра.